# Paolo Dessì
Paolo Dessì   (l'Alguer, 1946 - l'Alguer, 20 d'agost de 2024) fou un cantautor alguerès.
Dessì ha estat considerat un dels impulsors i representants més destacats de la nova cançó algueresa i un divulgador de la cançó en català a l'Alguer.
La seva activitat musical s'inicia en els anys 60 del segle xx. L'any 1968, juntament amb el poeta Antoni Coronzu, va iniciar un moviment musical dins del marc del Centre d'Estudis Algueresos a l'estil de la Nova Cançó. Va musicar poesia de Salvador Espriu, Carles Duarte, o Joan-Elies Adell, entre d'altres.
La seva dona va ser la també cantant Lalla Baraccu.

## Discografia
- Folclore di Sardengna (1971), gravació dirigida per Antonella Salvietti.
- Rimes i cançons alguereses (1998)
- A la vora de... l'amor (2002)
- Pels camins del mar (2020)